# Rico (Border Collie)
Rico (* Dezember 1994, † 2008) war ein Border-Collie-Rüde aus Deutschland. Er erlangte Berühmtheit, nachdem er 1999 in der Fernsehsendung „Wetten, dass..?“ gezeigt hatte, dass er 77 Wörter den jeweiligen Spielzeugen zuordnen und die Gegenstände auf Kommando aus einem Nebenraum holen konnte.
Danach folgten Auftritte in anderen Fernsehsendungen, zum Beispiel stern TV. Rico konnte schließlich mehr als 250 verschiedene Wörter unterscheiden. Dass er damit aber nicht allein steht, sondern auch übertroffen wird, zeigt eine wissenschaftliche Studie in der über einen Border Collie berichtet wird, der 1022 Gegenstände unterscheiden kann.
In einem weiteren Test wurden Rico zu seinen stets verfügbaren Spielzeugen weitere fünf Spielzeuge zurückgegeben, die er zwei Jahre nicht gesehen hat, um einen Nachweis darüber zu erbringen, dass er diese Bezeichnungen weiterhin zuordnen könne.
Seine Fähigkeiten beim Lernen von Wörtern wurden wissenschaftlich am Max-Planck-Institut für evolutionäre Anthropologie untersucht und in der renommierten Fachzeitschrift Science veröffentlicht. Dabei wurde nachgewiesen, dass der Hund durch das sogenannte „Fast Mapping“ lernte, eine Art Ausschlussverfahren, das man bisher nur bei Menschenkindern nachgewiesen hatte.